# Seznam kamenů zmizelých v Nuslích

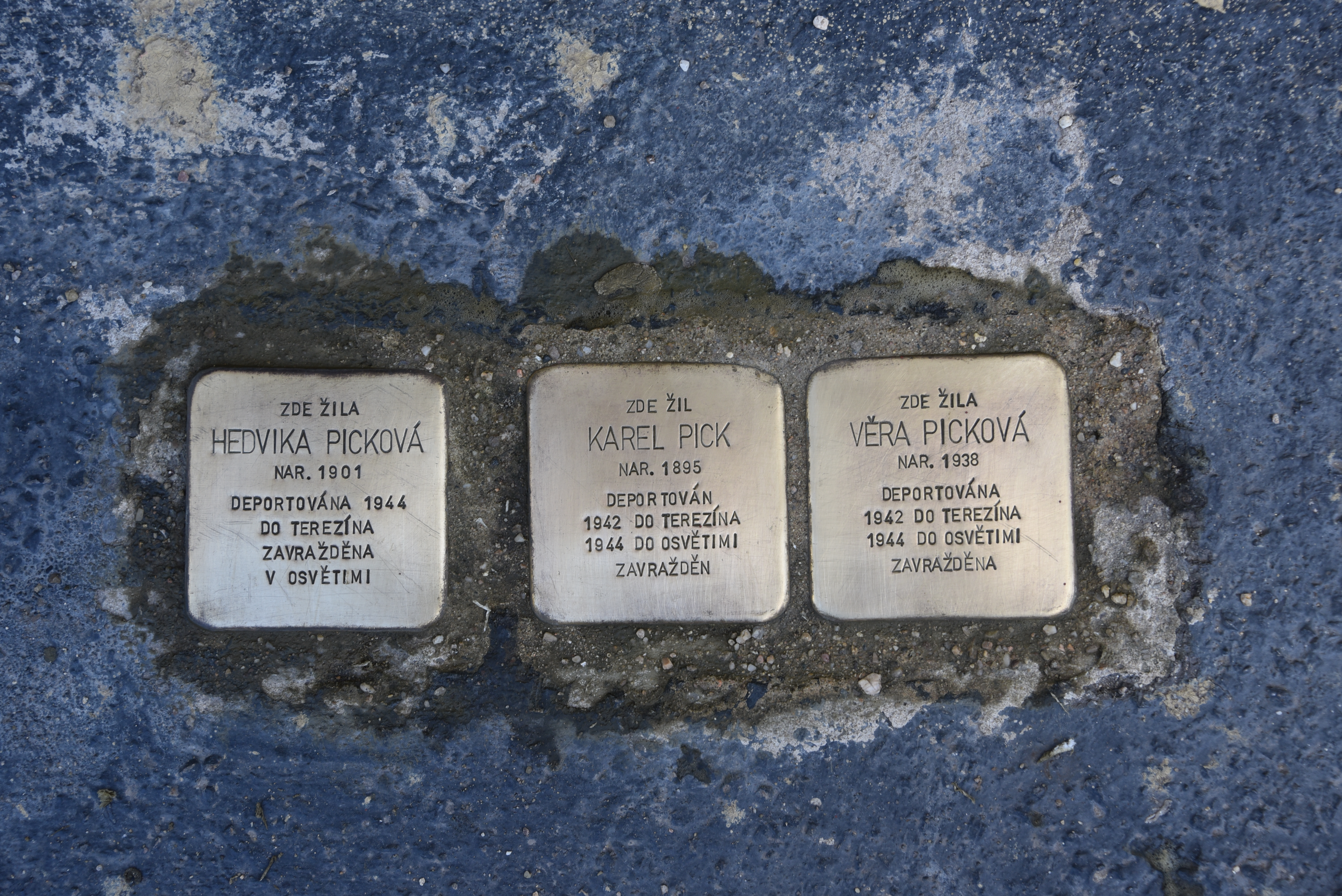
Stolpersteine pro rodinu Pick v Nuslích

Seznam kamenů zmizelých v Nuslích obsahuje pamětní kameny obětem nacismu v Nuslích (městská čtvrť Prahy). Jsou součástí celoevropského projektu Stolpersteine německého umělce Guntera Demniga. Kameny zmizelých jsou věnovány osudu těch, kteří byli nacisty deportováni, vyhnáni, zavražděni nebo spáchali sebevraždu.
Kameny zmizelých se zpravidla nacházejí před posledním místem pobytu obětí. První instalace v Praze se uskutečnila 8. října 2008.

## Stolpersteine
| Obrázek | Nápis                                                                                           | Bydliště                                                   | Jméno, život          |
| ------- | ----------------------------------------------------------------------------------------------- | ---------------------------------------------------------- | --------------------- |
|         | ZDE ŽILA EDITH EHRLICHOVÁ NAR. 1928 DEPORTOVÁNA 1942 DO TEREZÍNA ZAVRAŽDĚNA V SOBIBORU          | Praha 2, Oldřichova 172/52 50°4′49″ s. š., 14°24′25″ v. d. | Edith Ehrlichová      |
|         | ZDE ŽILA VĚRA LEBENHARTOVÁ NAR. 1928 DEPORTOVÁNA 1942 DO TEREZÍNA ZAVRAŽDĚNA V IZBICI           | Praha 2, Oldřichova 172/52                                 | Věra Lebenhartová     |
|         | ZDE ŽIL KAREL PICK NAR. 1895 DEPORTOVÁN 1942 DO TEREZÍNA 1944 DO OSVĚTIMI ZAVRAŽDĚN             | Praha 2, Lumírova 525/1 50°5′9″ s. š., 14°24′15″ v. d.     | Karel Pick            |
|         | ZDE ŽILA HEDVIKA PICKOVÁ NAR. 1901 DEPORTOVÁNA 1944 DO TEREZÍNA ZAVRAŽDĚNA V OSVĚTIMI           | Praha 2, Lumírova 525/1                                    | Hedvika Picková       |
|         | ZDE ŽILA VĚRA PICKOVÁ NAR. 1938 DEPORTOVÁNA 1942 DO TEREZÍNA 1944 DO OSVĚTIMI ZAVRAŽDĚNA        | Praha 2, Lumírova 525/1                                    | Věra Picková          |
|         | ZDE ŽILA HELENA WEISSBERGEROVÁ NAR. 1889 DEPORTOVÁNA 1942 DO TEREZÍNA 1942 DO IZBICE ZAVRAŽDĚNA | Praha 4, Petra Rezka 1190/4                                | Helena Weissbergerová |